# Yegor Kondakov
Yegor Nikolayevich Kondakov (tiếng Nga: Егор Николаевич Кондаков; sinh ngày 26 tháng 11 năm 1998) là một cầu thủ bóng đá người Nga thi đấu cho FC Chertanovo Moskva.

## Sự nghiệp câu lạc bộ
Anh có màn ra mắt tại Giải bóng đá chuyên nghiệp quốc gia Nga cho FC Chertanovo Moskva vào ngày 6 tháng 5 năm 2015 trong trận đấu với F.K. Lokomotiv Liski.